# Church of Misery
Church of Misery is een Japanse doommetalband uit Shinjuku, die werd geformeerd in 1995.

## Bezetting
Huidige bezetting
- Tatsu Mikami (e-basgitaar)
- Eric Little (drums)
- Scott Carlson (zang)
- David Szulkin (e-gitaar)

Voormalige leden
- Hideki Shimizu (drums)
- Tomohiro Nishimura (e-gitaar)
- Kazuhiro Asaeda (zang)
- Nobukazu Chow (zang)
- Yoshiaki Negishi (zang)
- Osamu Hamada (e-gitaar)

- Takenori Hoshi (e-gitaar)
- Tom Sutton (e-gitaar)
- Kensuke Suto (e-gitaar)
- Junji Narita (drums)
- Hideki Fukasawa (zang)
- Ikuma Kawabe (e-gitaar)

## Geschiedenis
De band werd opgericht in het voorjaar van 1995 door bassist Tatsu Mikami nadat zijn vorige band Salem ontbond. Aanvankelijk nog een soloproject, kwamen gitarist Tomohiro Nishimura, drummer Hideki Shimizu en zanger Kazuhiro Asaeda in 1995 bij de band. Van april tot juni 1996 nam de band hun eerste demo op met ADV.1996. Dit werd verstuurd naar verschillende fanzines, labels en andere bands. Doom Records werd opmerkzaam op de demo en bracht deze uit onder de naam Vol. 1 zonder de goedkeuring van de band, maar hierdoor kon de band populairder worden. Vol. 1 werd tien jaar later officieel uitgebracht door Leaf Hound Records. In 1997 bracht Cornucopia Records de splitpublicatie Doomsday Recitation uit met Church of Misery, de Japanse bands Eternal Elysium, Millarca en Berenice. Tijdens deze periode was zanger Nobukazu Chow al als nieuw lid bij de band gekomen. In 1998 volgde de ep Taste the Pain bij Bad Acid Records en de splitpublicatie Born Too Late met de Canadese band Sheavy. Bovendien trad de band nu regelmatig op, voornamelijk in de omgeving van Tokio.
In 2000 jaar veranderde de bezetting rond Mikami aanzienlijk: Yoshiaki Negishi werd toegevoegd als de nieuwe zanger, terwijl Junji Narita nu op de drums speelde. In 2001 volgde het debuutalbum Master of Brutality via Southern Lord Records. Kort na de publicatie verliet gitarist Nishimura de band en werd vervangen door Takenori Hoshi. Drie jaar later vertrok zanger Negishi en werd hij vervangen door Hideki Fukasawa. In 2004 volgde het tweede album The Second Coming bij Diwphalanx Records. Dit werd gevolgd door tournees door de Verenigde Staten en Europa, waarbij werd gespeeld met bands als Saint Vitus, Cathedral, EyeHateGod, Electric Wizard, Orange Goblin, Firebird, The Gates of Slumber, Death Row en Angel Witch. De band speelde ook op het Dutch Roadburn Festival, het Franse Hellfest en het Maryland Deathfest. Hun eerste optredens buiten Japan vonden plaats in het voorjaar van 2005.
In 2006 verliet gitarist Hoshi de band om persoonlijke redenen en werd vervangen door de Australiër Tom Sutton. Sutton, die vaak aan de optredens van de band had deelgenomen en dus een fan van de band was, kende al bijna alle nummers tijdens de eerste repetities. De band schreef vervolgens hun derde album, uitgebracht in 2009 onder de naam Houses of the Unholy bij Rise Above Records. Kort na de voltooiing van het album verliet zanger Fukasawa de band, waarna Yoshiaki Negishi terugkeerde naar de band. Dit werd gevolgd door tournees door Europa en de Verenigde Staten, waaronder het samen spelen met EyeHateGod. Toen verliet gitarist Tom Sutton de band om naar Engeland te verhuizen. Omdat de band echter problemen had met het vinden van een geschikte opvolger, bleef Sutton een tijdje in de band voordat  in 2012 een geschikte vervanger in dienst werd genomen met Kensuke Suto. De band speelde eerder op het Tuska Open Air Metal Festival in 2011. Nadat Suto zich bij de band had aangesloten, gingen ze opnieuw op tournee. De band nam ook deel aan het Inferno Metal Festival in Noorwegen. Na de tournee scheidde Church of Misery zich van Suto en ook van zanger Negishi. Hideki Fukasawa keerde daarna terug naar de band als zanger, terwijl Ikuma Kawabe eind mei 2012 toetrad als een nieuwe gitarist. De band begon toen te werken aan het volgende album, dat eindigde op 26 januari. Het album werd in hetzelfde jaar uitgebracht onder de naam Thy Kingdom Scum bij Rise Above Records in het Verenigd Koninkrijk en Metal Blade Records in de Verenigde Staten. De naam van het album is gebaseerd op de titel van het nummer Kingdom Scum van Vol. 1. Het album bevatte ook een coverversie van het nummerOne Blind Mice, oorspronkelijk van Quatermass.

## Stijl
Volgens de biografie van de band werd de groep aanvankelijk beïnvloed door doommetalbands als Saint Vitus en Black Sabbath en rockbands uit de late jaren 1960 en vroege jaren 1970 zoals Leaf Hound, November, Gun, May Blitz en Blue Öyster Cult. Vanaf het jaar 2000 gebruikte de band live analoge synthesizers en bracht meer invloeden van krautrock en psychedelische rock. Volgens myspace-pagina werd de groep tekstueel beïnvloed door Charles Manson en seriemoordenaars als Jeffrey Dahmer en Richard Ramirez. Volgens Garry Sharpe-Young in zijn boek AZ of Doom, Gothic and Stoner Metal, thematiseerde de band ook seriemoordenaars als Graham Young, Ed Gein, John Wayne Gacy, Herbert Mullin, Peter William Sutcliffe, Edmund Emil Kemper en Gary Ridgway in songs. Volgens Greg Prato van Allmusic werd de groep muzikaal beïnvloed door bands als Black Sabbath, Kyuss en Saint Vitus. Volgens Robert Müller van Metal Hammer Doom Metal speelt de band op Master of Brutality met een langzame beat. De muziek is vergelijkbaar met die van EyeHateGod. Detlef Dengler van het tijdschrift Metal Hammer vergeleek de band in zijn recensie van House of the Unholy over de inhoud van het nummer met Macabre, dat ook vooral zou zijn gewijd aan seriemoordenaars. Het gebruik van spraaksamples is ook kenmerkend. Dengler gaf verder commentaar op het album. Volgens Petra Schurer van Metal Hammer wijdde de band zich ook aan het onderwerp massamoordenaars op Thy Kingdom Scum, waarbij de band ook doommetal speelde vergelijkbaar met de muziek van Black Sabbath. Bovendien is psychedelische impact ook hoorbaar.

## Discografie
- 1996: ADV.1996 (demo, eigen publicatie)
- 1997: Doomsday Recitation (split met Eternal Elysium, Millarca en Berenice, Cornucopia Records)
- 1998: Taste the Pain (ep, Bad Acid Records)
- 1998: Born Too Late (split met Sheavy, Game Two Records)
- 1998: Live Beyond the East (livealbum, eigen publicatie)
- 1999: Murder Company (ep, Man's Ruin Records)
- 1999: Iron Monkey / Church of Misery (split met Iron Monkey, Man’s Ruin Records)
- 2001: Master of Brutality (album, Southern Lord)
- 2002: Boston Strangler (ep, Kult of Nihilow Records)
- 2003: Acrimony / Church of Misery (split met Acrimony, Game Two Records)
- 2004: The Second Coming (album, Diwphalanx Records)
- 2004: Early Works Compilation (compilatie, Leaf Hound Records)
- 2005: Wizard’s Convention (dvd, Diwphalanx Records)
- 2005: Wizard’s Convention (split-dvd met Eternal Elysium, Boris en Greenmachine, Diwphalanx Records)
- 2006: Houses of the Unholy (dvd, Diwphalanx Records)
- 2006: Live in Red, Eurotour 2005 (dvd, Salvation Records)
- 2006: Church of Misery / Sourvein (split met Sourvein, Dada Drumming Records)
- 2006: Sourvein / Church of Misery (split met Sourvein, Calculon Records)
- 2007: Church of Misery / Deer Creek (split met Deer Creek, Game Two Records)
- 2007: Vol. 1 (ep, Leaf Hound Records)
- 2008: Dennis Nilsen (ep, Kult of Nihilow Records)
- 2009: Houses of the Unholy (album, Rise Above Records)
- 2009: Greetings from Jonestown (ep, A Pile of Dirt Music)
- 2010: Live at Roadburn 2009 (livealbum, Roadburn Records)
- 2013: Thy Kingdom Scum (album, Rise Above Records (Großbritannien)/Metal Blade Records (USA))
- 2016: And Then There Where None ... (album, Rise Above Records)